# Bankovka dvě stě korun českých

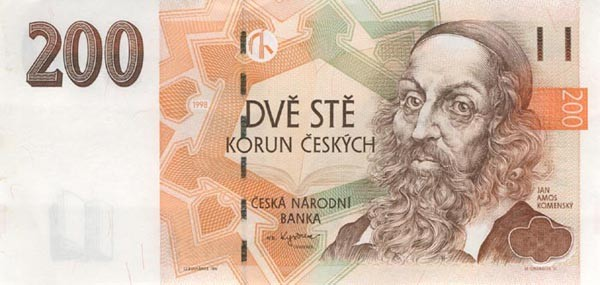
Bankovka 200 Kč – líc

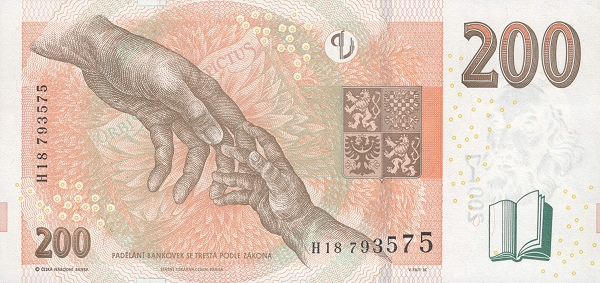
Bankovka 200 Kč – rub

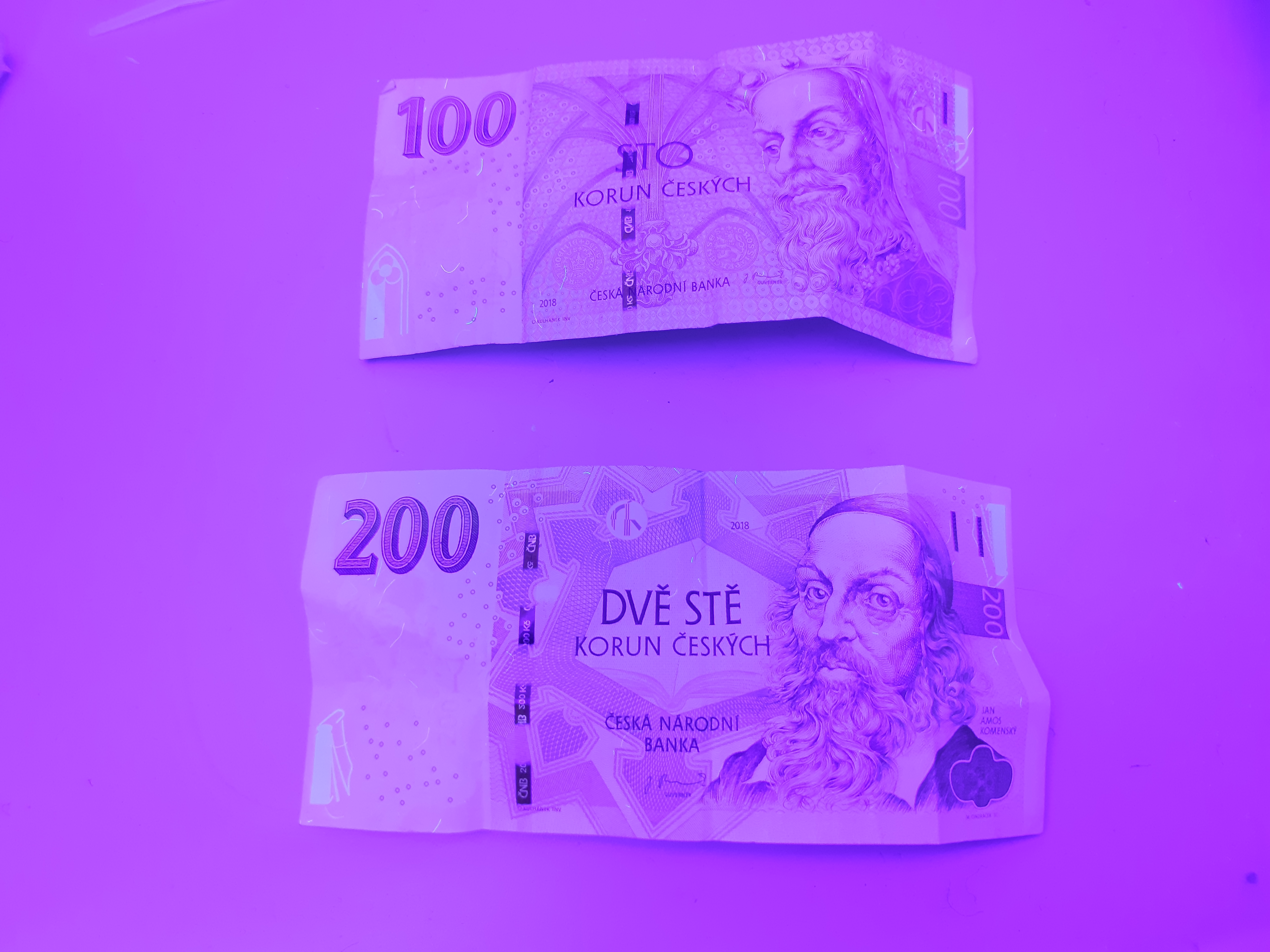
Bankovky 100 a 200 KČ pod ultrafialovým zářením. Všimněte si zářících vláken a grafických motivů vlevo dole.

Bankovka dvě stě korun českých, tedy bankovka o hodnotě 200 Kč (lidově též dvoustovka), je druhá nejnižší bankovka České republiky. Vzhled navrhl a vytvořil český malíř a grafik Oldřich Kulhánek, autor všech v současnosti používaných českých bankovek. Na líci je Jan Amos Komenský (ten je zároveň i na vodoznaku), za ním se nachází pevnost nizozemského města Naarden, kde je pochován. Na rubu je dospělá ruka dotýkající se ruky dítěte, za nimi Komenského kniha Orbis Pictus. Bankovka má okrovo-oranžovou barvu a v pravém horním rohu je umístěna hmatová značka pro nevidomé, mající tvar dvou svislých čar.

## Rozměry
Rozměry bankovky jsou 146 × 69 mm. Tolerance je ± 1,5 mm, šířka kuponu 39 mm.

## Vzory

### Vzor 1993
Byl v oběhu od 8. 2. 1993 do 31. 1. 2007. Výměna je od 1. 2. 2010 do odvolání možná pouze na pobočkách ČNB.

### Vzor 1996
Byl v oběhu od 14. 8. 1996 do 30. 6. 2022, výměna je možná od 1. 7. 2022 do 30. 6. 2024 ve všech bankách provádějících pokladní operace a od 1. 7. 2024 pouze v ČNB.

### Vzor 1998
Vzor byl v oběhu od 6. 1. 1999 do 30. 6. 2022, výměna je možná od 1. 7. 2022 do 30. 6. 2024 ve všech bankách provádějících pokladní operace a od 1. 7. 2024 pouze v ČNB.

### Vzor 2018
Vzor je v oběhu od 5. 9. 2018. Od starších vzorů z let 1993, 1996 a 1998 se liší modernějšími a četnějšími bezpečnostními prvky i odlišnou stylizací vodoznaku doplněného o svislou hodnotovou číslici "200".